# 奧埃拉斯杜帕拉

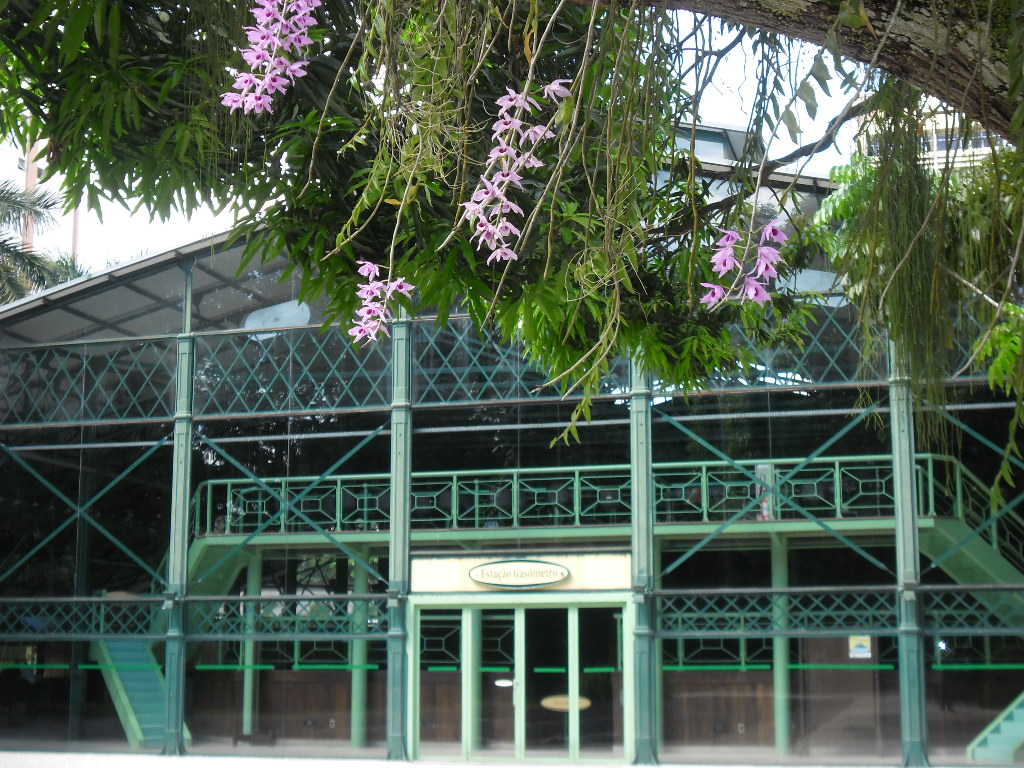
奧埃拉斯杜帕拉

奧埃拉斯杜帕拉（葡萄牙語：Oeiras do Pará），是巴西的城鎮，位於該國北部，由帕拉州負責管轄，始建於1758年1月12日，面積3,852平方公里，海拔高度2米，2010年人口28,595，人口密度每平方公里7.42人。